# 興奮収縮連関
興奮収縮連関（こうふんしゅうしゅくれんかん、英:excitation-contraction coupling;ECC）とは生理的に発生する筋収縮において認められる細胞膜の電気変異から収縮に至るまでの一連の過程。興奮収縮連関は骨格筋、心筋、平滑筋のいずれにおいても細胞内Ca2+濃度に依存する。骨格筋や心筋では活動電位が細胞膜より横行小管を介して筋小胞体へ至り、筋小胞体からCa2+の放出を引き起こす。これにより細胞内Ca2+濃度が増加し、トロポニンとCa2+が結合し、トロポニンにアロステリックな変化が生じる。この変化によりトロポミオシンが動き、ミオシンの作用部位が露出する。これによりミオシンとアクチンが反応して筋収縮が引き起こされる。Ca2+が正常値まで低下するとトロポニンとCa2+の結合が解除され、連鎖的に筋収縮は終了する。